# 中上哲夫
中上 哲夫（なかがみ てつお、1939年3月6日 - ）は、日本の詩人、翻訳家。本名、佐野哲夫。
大阪府大阪市出身。東京経済大学商学部卒業。アレン・ギンズバーグをはじめビート・ジェネレーションの詩人たちの影響を受ける。同人誌「ぶるう」「ぎゃあ」「木偶」を経て、個人誌「黄金の機関車」を発行。2004年、詩集『エルヴィスが死んだ日の夜』にて第34回高見順賞受賞、第13回丸山豊記念現代詩賞受賞。2013年、詩集『ジャズ・エイジ』にて第28回詩歌文学館賞受賞。

## 著書・訳書

### 詩集
- 『下り列車窓越しの挨拶』 私家版、1966年
- 『記憶と悲鳴』 沖積舎、1980年
- 『アイオワ冬物語』 土曜美術社、1983年
- 『木と水と家族と』 ふらんす堂、1996年
- 『エルヴィスが死んだ日の夜』 書肆山田、2003年
- 『ジャズ・エイジ』 花梨社、2013年
- 『現代詩文庫 中上哲夫詩集』 思潮社、2015年

### 翻訳
- マイケル・ライドン『ローリング・ストーンズ』 晶文社、1971年
- デューク・エリントン『A列車で行こう - デューク・エリントン自伝』 晶文社、1985年
- リチャード・ブローティガン『突然訪れた天使の日』 思潮社、1991年
- ジャック・ケルアック『荒涼天使たち』 思潮社 1994年
- ジャック・ケルアック『ビッグ・サー』（『ビッグ・サーの夏 最後の路上』） 新宿書房 1994年、2000年（渡辺洋との共訳）
- アラム・サロイヤン『ニューヨーク育ち - わが心の60年代』 晶文社、1996年
- ジャック・ケルアック『孤独な旅人』 新宿書房、1996年／河出書房新社〈河出文庫〉、2004年
- ジャック・ケルアック『パリの悟り』 思潮社 2004年